# Schöttelkarspitze

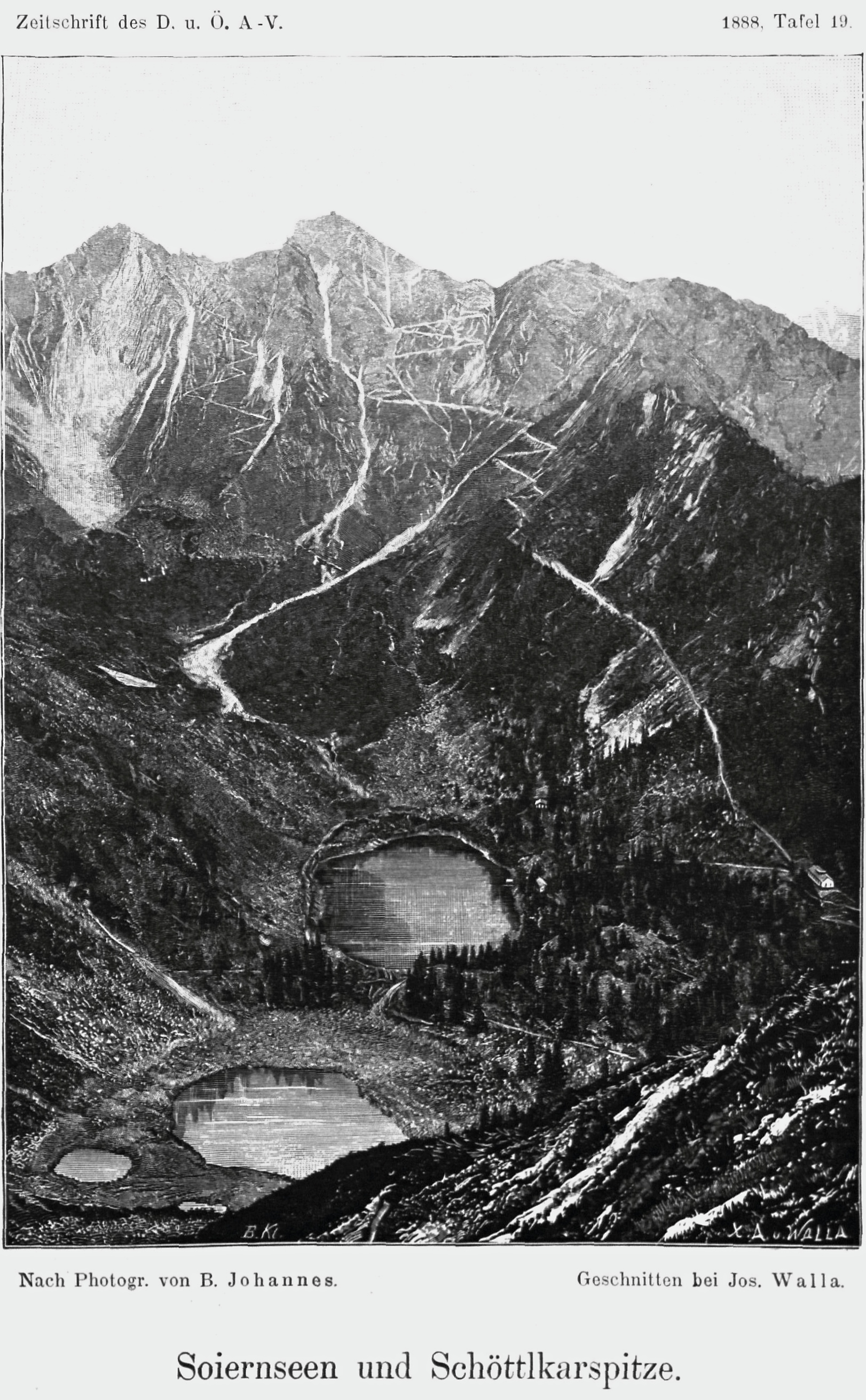
Soiernseen und Schöttlkarspitze (mit gerade noch erkennbarem Pavillon) um 1888, rechts unten das Soiernhaus

Die Schöttelkarspitze ist ein 2050 m ü. NHN hoher Berg der Soierngruppe im bayerischen Karwendel.
Auf ihrer Spitze ließ König Ludwig II. von Bayern einen Pavillon erbauen, dem er den Namen Belvedere gab, um an diesem Ort seinen Tee einzunehmen. Der Pavillon ist Anfang des 20. Jahrhunderts abgebrannt.
Noch heute ist die Bautätigkeit im Auftrag von Ludwig II. von Bayern daran zu erkennen, dass der Weg vom Soiernhaus hinauf zum Gipfel der Schöttelkarspitze für eine solche Strecke ungewöhnlich breit ausgebaut ist und zwar in genau einer Breite, welche für die königliche Sänfte und ihre Träger benötigt wurde.
Der Gipfel ist von Krün oder Wallgau entweder über das Soiernhaus an den Soiernseen als unschwierige Bergtour erreichbar oder über den Seinskopf (1961 m ü. NHN) und das Feldernkreuz (erfordert an einigen Stellen Trittsicherheit). Der Gratweg zur Soiernspitze erfordert ebenfalls Trittsicherheit; der offizielle Wanderweg ist jedoch unschwierig und verläuft oft etwas unterhalb des Grates.